# Chickamin
La rivière Chickamin est un cours d'eau d'Alaska, aux États-Unis située dans le borough de Ketchikan Gateway.

## Description
Longue de 40 milles (64 km), elle prend sa source au glacier Chickamin dans la forêt nationale de Tongass et coule en direction du sud-ouest jusqu'au canal Behm, à 40 milles (64 km) de e Ketchikan.
Son nom a été référencé en 1891.

## Sources
- (en) « Chickamin », Geographic Names Information System